# Ivančiná
Ivančiná – wieś i gmina (obec) w powiecie Turčianske Teplice, kraju żylińskim, w północno-centralnej Słowacji. Znajduje się w Kotlinie Turczańskiej nad reką Turiec i uchodzącym do niej Ivančinským potokiem. Wieś lokowana w roku 1248. Od 1991 r. włączono do niej osadę Dvorec.

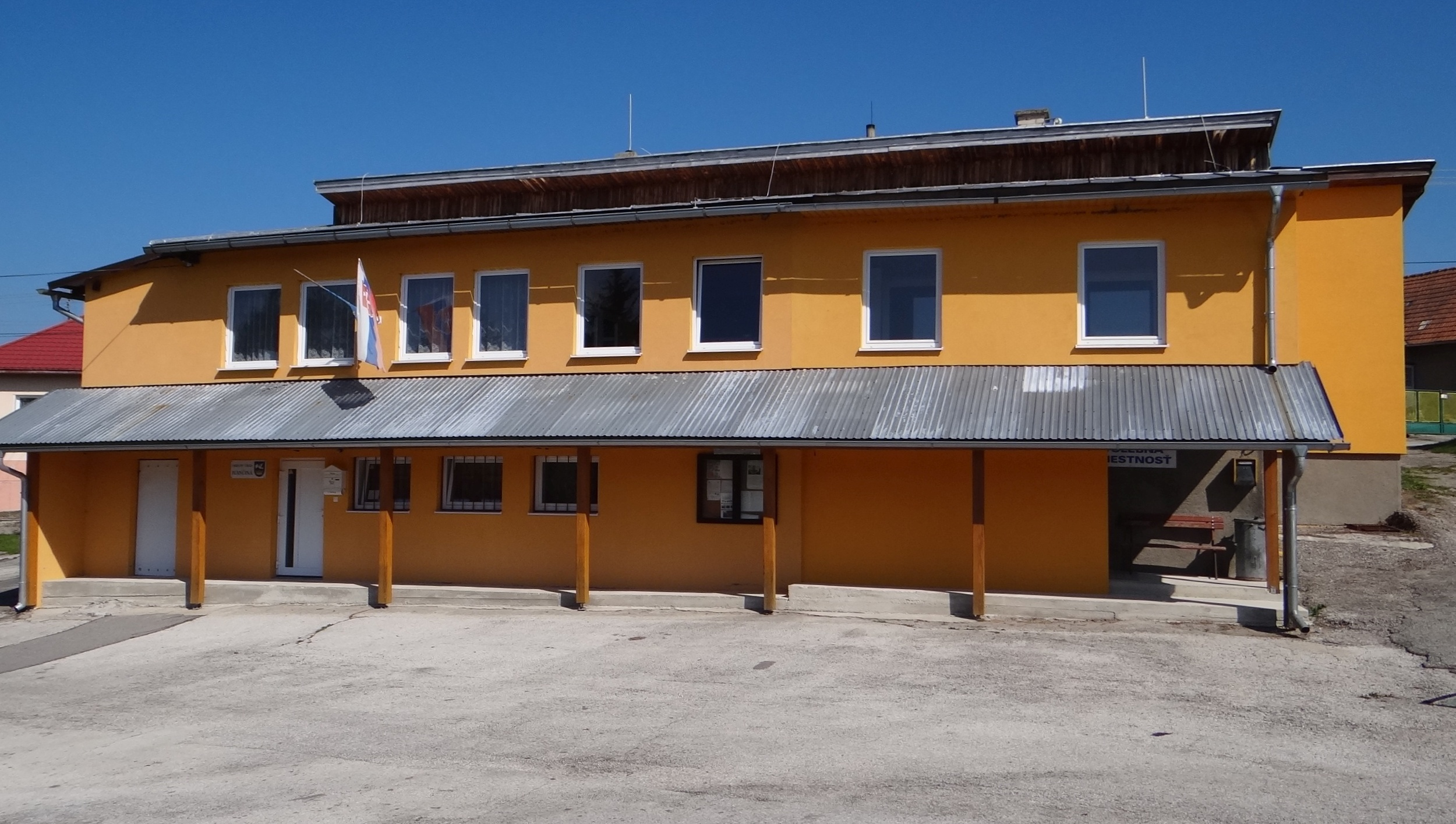
Budynek urzędu gminy
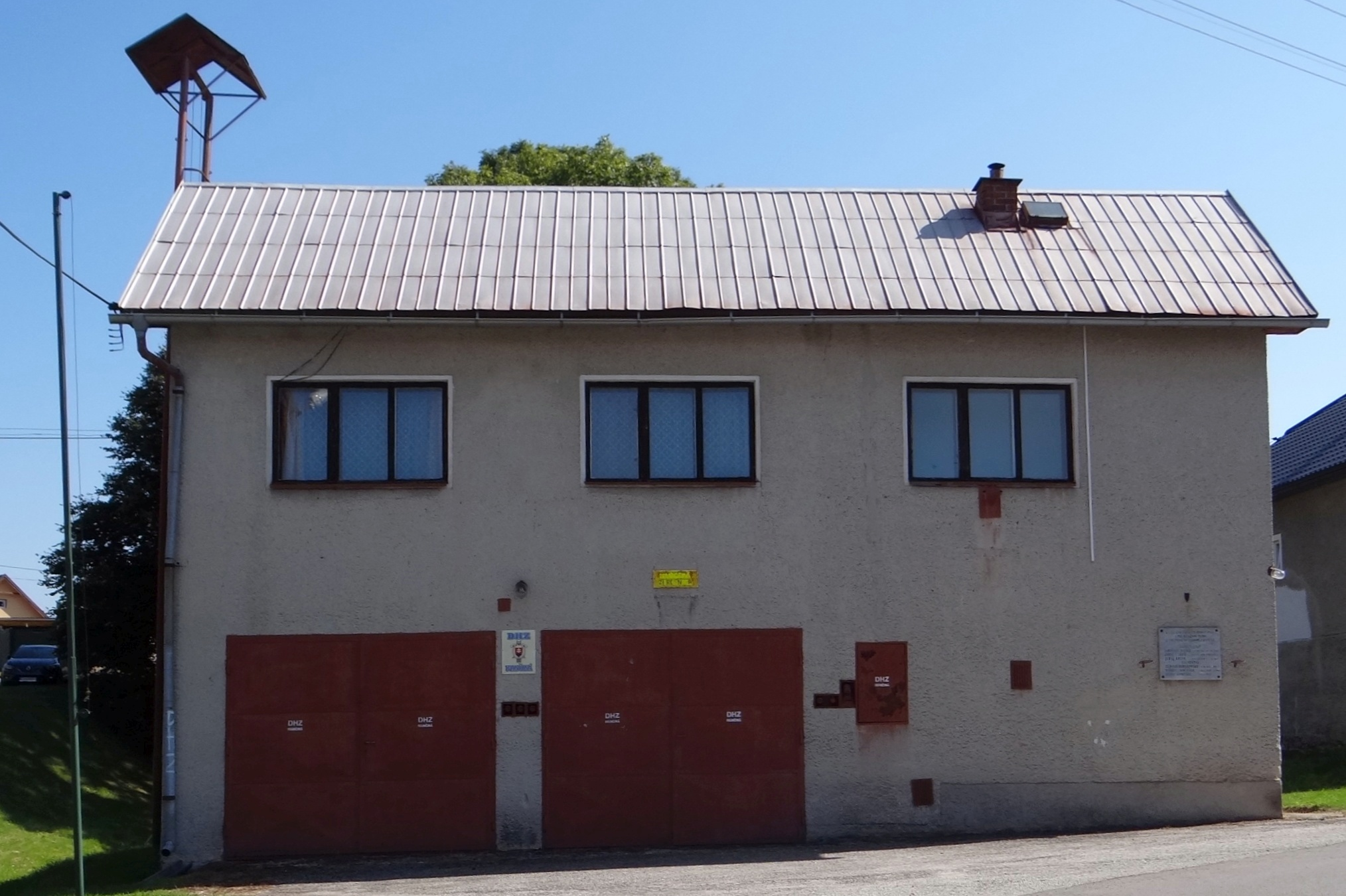
Remiza strażacka
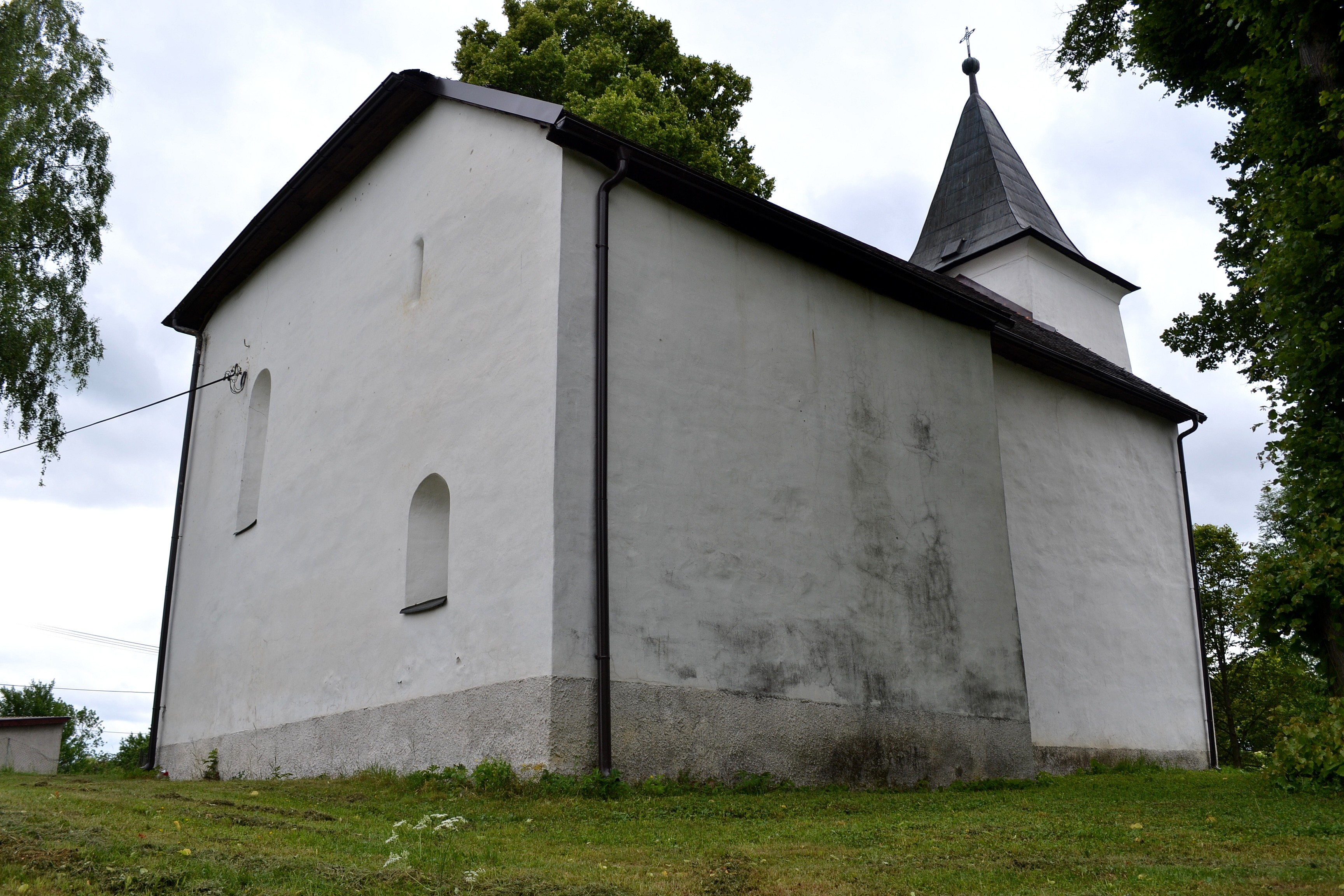
Kościół katolicki